# Толька (Красноселькупський район)
То́лька (сельк. Толь-кы, рос. Толька) — селище у складі Красноселькупського району Ямало-Ненецького автономного округу Тюменської області, Росія.
Населення — 1966 осіб (2010, 2125 у 2002).
Національний склад станом на 2002 рік: росіяни — 49 %, селькупи — 26 %.